# Nodosaurinae
Nodosaurinae (zástupci skupiny = nodosaurini) byli obrnění nodosauridní dinosauři. Žili od pozdní spodní křídy (věk apt, asi před 115 miliony let) až po úplný konec druhohorní éry před 66 miliony let. Podčeleď stanovil rakouský paleontolog a geolog Othenio Abel v roce 1919.

## Popis

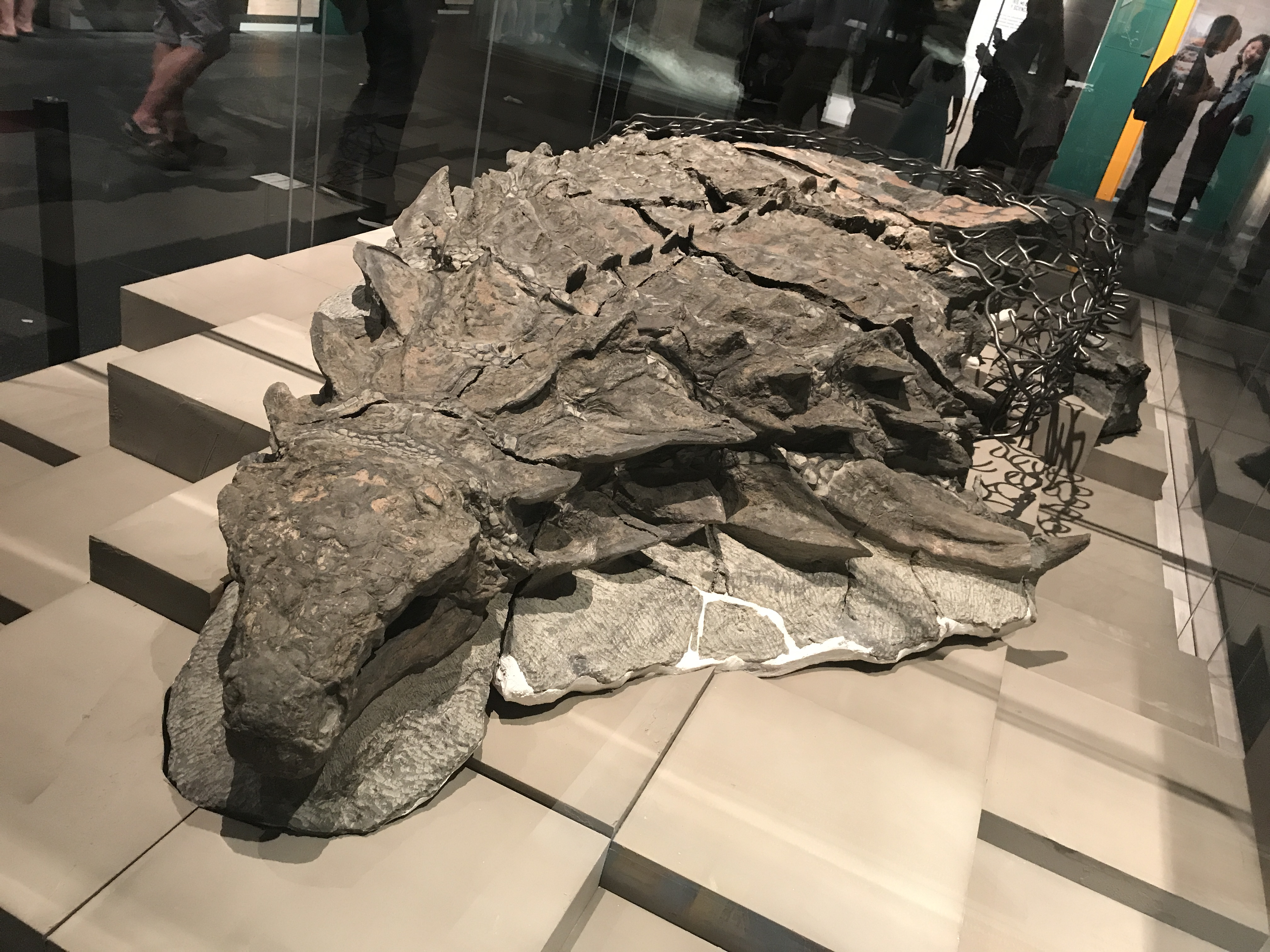
Fosilie rodu Borealopelta.

Nodosaurini byli zavalití dinosauři s výrazným tělesným "pancířem". Byli vesměs býložraví a pohybovali se nejspíš jen velmi pomalu. Jejich tělesné brnění jim sloužilo jako obrana před velkými dravými dinosaury (zejména tyranosauridními teropody).

## Zástupci
- †Animantarx[3]
- †Borealopelta
- †Denversaurus
- †Edmontonia
- †Glyptodontopelta
- †Niobrarasaurus
- †Nodosaurus
- †Panoplosaurus
- †Patagopelta
- †Peloroplites
- †Propanoplosaurus
- †Sauropelta
- †Silvisaurus
- †Stegopelta[4]